# Joisaraharalahalli, Ranibennur
Joisaraharalahalli là một làng thuộc tehsil Ranibennur, huyện Haveri, bang Karnataka, Ấn Độ.